# Caprino Bergamasco
Caprino Bergamasco is een gemeente in de Italiaanse provincie Bergamo (regio Lombardije) en telt 2908 inwoners (31-12-2004). De oppervlakte bedraagt 8,6 km², de bevolkingsdichtheid is 353 inwoners per km².

## Demografie
Caprino Bergamasco telt ongeveer 1147 huishoudens. Het aantal inwoners steeg in de periode 1991-2001 met 5,5% volgens cijfers uit de tienjaarlijkse volkstellingen van ISTAT.
| Jaar | Inwoneraantal |
| ---- | ------------- |
| 1991 | 2675          |
| 2001 | 2823          |
| 2004 | 2908          |

## Geografie
De gemeente ligt op ongeveer 315 m boven zeeniveau.
Caprino Bergamasco grenst aan de volgende gemeenten: Cisano Bergamasco, Palazzago, Pontida, Roncola en Torre de' Busi (LC).

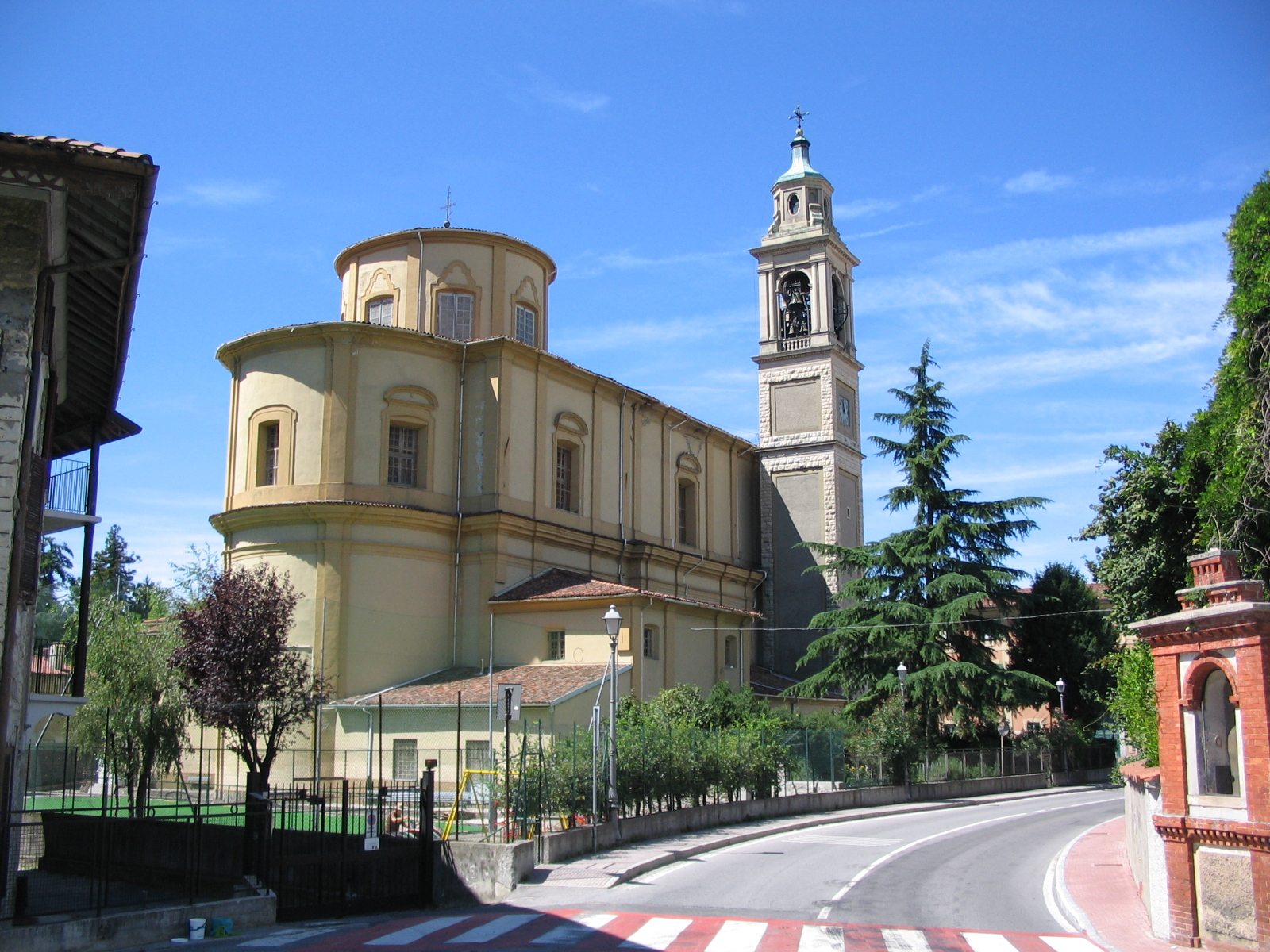
Kerk